# 宜力
宜力是马来西亚霹雳州上霹雳县的县府和最大城镇。其西北面是高乌镇（Pengkalan Hulu，相距约47公里），南面是玲珑镇（Lenggong，相距约52公里）。
宜力因位于联邦4号公路（东西大道）和76号公路的交叉处，是马来西亚半岛东海岸前往西海岸北部的必经之地，也是由州府怡保前往泰国南部经过的城镇之一。宜力镇附近也有许多的花园住宅区，以及高拉雷和1号新村两个华人新村。宜力副县由宜力、柏隆、天猛莪、格鲁乃和肯尼灵五个巫金区组成，并由宜力县议会管辖。

## 人口
根據2020年馬來西亞人口普查，宜力县议会辖区下共有36,823人，其中包括巫裔在内的土著为31,819人，华裔为3,508人，印裔为437人，其他族群为153人，以及非公民906人。
| 2020年宜力族群比例 | 2020年宜力族群比例 | 2020年宜力族群比例 | 2020年宜力族群比例 | 2020年宜力族群比例 |
| ------------------ | ------------------ | ------------------ | ------------------ | ------------------ |
| 族群 / 国籍        | 族群 / 国籍        |                    | 百分比             | 百分比             |
| 马来人             | 马来人             |                    | 81.22%             | 81.22%             |
| 其它土著           | 其它土著           |                    | 5.2%               | 5.2%               |
| 华人               | 华人               |                    | 9.53%              | 9.53%              |
| 印度人             | 印度人             |                    | 1.19%              | 1.19%              |
| 其他               | 其他               |                    | 0.42%              | 0.42%              |
| 非马来西亚公民     | 非马来西亚公民     |                    | 2.46%              | 2.46%              |

| 族群               | 2020  | 2020    |
| 族群               | 人口  | 百分比  |
| ------------------ | ----- | ------- |
| 马来人             | 29906 | 81.22%  |
| 其他土著           | 1913  | 5.2%    |
| 华人               | 3508  | 9.53%   |
| 印度人             | 437   | 1.19%   |
| 其他               | 153   | 0.42%   |
| 马来西亚公民总数   | 35917 | 97.54%  |
| 非马来西亚公民总数 | 906   | 2.46%   |
| 总数               | 36823 | 100.00% |

## 教育
宜力共有3所华文小学，包括市区的中华华小、峇都鲁亚华小和高拉雷华小，以及20所国民小学和1所淡米尔中学。此外当地也有7所国民中学（SMK）、一所玛拉初级理科学院（MRSM）、一所社区学院等。

## 交通

### 公路
宜力境内无高速公路贯穿，马来西亚联邦4号公路和76号公路为宜力的主干道路，4号公路往西可通吉打华玲县和槟城等，往东可达日里县和哥打峇鲁等东海岸其他城市；76号公路往北则为高乌和前往泰国勿洞县，往南可达玲珑和江沙县。